# Berliet VUM
Pour les articles homonymes, voir VUM.
La Berliet VUM est un prototype d'automitrailleuse conçu pendant l'entre-deux-guerres par le constructeur français Berliet. Testé en Syrie par l'Armée française, il n'est pas adopté. 

## Historique
L'automitrailleuse type VUM est conçue en 1930 par Berliet à Lyon. Elle est présentée comme un engin léger, capable de répondre aux demandes du commandement supérieur des troupes du Levant.
Testée par la commission d'expériences du matériel automobile de Vincennes début 1932, l'automitrailleuse est décrite comme trop lourde et très consommatrice d'essence tout en présentant de bonnes capacités en tout-terrain. Elle est ensuite envoyée en Syrie avec une équipe Berliet, aux frais du constructeur.
Elle n'est pas retenue et repart pour Lyon. Elle reste stockée chez son constructeur jusqu'à son ferraillage en 1946.

## Caractéristiques
L'automitrailleuse VUM a deux essieux, avec des roues jumelées à l'arrière. Deux roues folles sont placées entre les deux essieux pour améliorer les capacités tout-terrain. L'empattement est de 3,10 m. L'automitrailleuse dispose d'un inverseur, c'est-à-dire d'un poste de conduite à l'arrière permettant de rouler dans les deux sens.
L'automitrailleuse a une longueur de 4,30 ou 4,85 m (selon les sources), une largeur de 2,12 ou 2,25 m (idem) et une hauteur de 2,6 m,. La garde au sol est de 38 cm.
L'équipage est de quatre hommes, dont un conducteur pour l'inverseur.
L'armement, placé en tourelle, est constitué, selon les sources, d'une mitrailleuse de 13,2 mm, ou d'un canon de 37 mm et d'une mitrailleuse de 8 mm.
Le poids à vide, loin de celui d'une automitrailleuse légère, est de 6,8 t et le poids en ordre de marche atteint 7,28 à 7,6 t,.
Elle dispose d'un moteur six cylindres 95 × 140 mm, développant 76 ou 90 ch selon les sources,. L'automitrailleuse dispose de six vitesses pour chacun des sens de marche. La vitesse maximale est de 65 à 76 km/h selon les sources,,. Le moteur consomme de 40 à 50 litres d'essence aux 100 km et l'autonomie est d'environ 300 km.